# Mariivka (Jovtneve), Sofiivka
Mariivka (în ucraineană Мар`ївка) este un sat în comuna Jovtneve din raionul Sofiivka, regiunea Dnipropetrovsk, Ucraina.

## Demografie
Componența lingvistică a localității Mariivka
     Ucraineană (96,84%)
     Rusă (3,16%)
Conform recensământului din 2001, majoritatea populației localității Mariivka era vorbitoare de ucraineană (96,84%), existând în minoritate și vorbitori de rusă (3,16%).